# 皮埃尔·雷蒙·德蒙莫尔

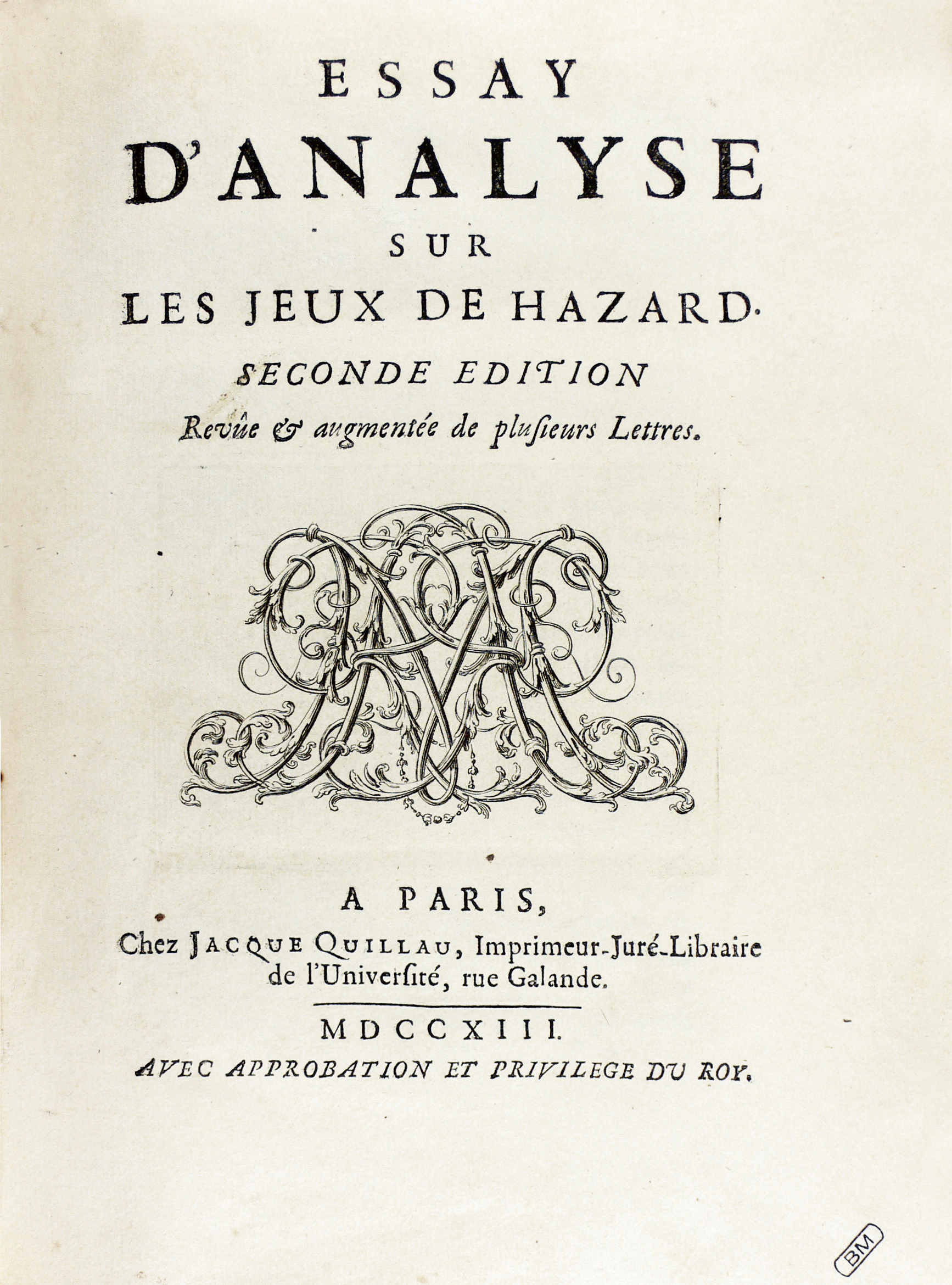
《Essay d'analyse sur les jeux de hazard》，1713年

皮埃尔·雷蒙·德蒙莫尔（法語：Pierre Remond de Montmort，1678年10月27日—1719年10月7日）是一名法國數學家，主要從事機率論的研究。

## 生平
德蒙莫爾於1678年10月27日在巴黎出生，最初的名字為皮埃爾·雷蒙。他的父親迫使他學習法律，但他反抗並前往英國和德國求學，於1699年回到法國。在繼承他父親的大筆遺產及德蒙莫爾的貴族頭銜後，他買下了一座莊園。他與其他幾位著名的數學家很友好，特別是在參觀他的莊園時與他合作的尼古拉一世·伯努利。1715年，他再次前往英國時被選為英國皇家學會的研究員，1716年成為法國科學院院士。
1719年10月7日，德蒙莫爾在巴黎逝世，享年40歲。

## 研究工作
德蒙莫爾因其關於機率和機會遊戲的著作《Essay d'analyse sur les jeux de hazard》而知名，該書也是第一個引入錯排問題的組合數學研究。他還因以布萊茲·帕斯卡的名字命名帕斯卡三角形而知名，稱其為「帕斯卡先生的組合表」。
德蒙莫爾的另一個興趣是研究有限差分問題。他在1713年確定了以下形式的有限數列的 n 項之和
{\displaystyle na+{\frac {n(n-1)}{1\cdot 2}}\Delta a+{\frac {n(n-1)(n-2)}{1\cdot 2\cdot 3}}\Delta ^{2}a+\cdots }
其中Δ是前項差分算子，這個定理似乎是由克里斯蒂安·哥德巴赫在1718年獨立重新發現的。

## 外部連結
- . The MacTutor History of Mathematics archive.   [2022-11-02]. （原始内容存档于2019-11-07）.
- Westfall, Richard S. . The Galileo Project.   [2022-11-02]. （原始内容存档于2022-11-02）.
- Miller, Jeff. .   [2022-11-02]. （原始内容存档于2009-03-04）.
- Lee, Peter M. .   [2022-11-02]. （原始内容存档于2001-11-21）.

這篇文章包含了公有領域的文本。